# Milan Kaplan
Milan Kaplan (* 5. března 1951, Ostrava) je promotér, vyhledávač talentů a organizátor moravské písničkářské a folkové scény.
Nejvýrazněji na sebe upozornil jako dramaturg a organizátor někdejšího ostravského hudebního festivalu Folkový kolotoč, který v sedmdesátých a osmdesátých letech silně ovlivnil českou a moravskou písničkářskou scénu a napomohl startu hudební kariéry Jaromíra Nohavici, Pavla Dobeše, Karla Plíhala, Josefa Streichla a dalších. Od roku 2009 pořádá pravidelně písničkářský minifestival Malá Ostrava, kterým provází jako moderátor večera.
Milan Kaplan je marketingový specialista, člen Hlavního výboru ČMS (Česká marketingová společnost), konzultant, spoluautor knih zabývajících se e-procurementem firem a institucí. Jeho specializací je marketing dodavatelských vztahů a jeho elektronizace. Je jedním z autorů e-aukčního softwaru PROEBIZ. Své zkušenosti prezentuje na odborných konferencích, jakou jsou například konference eBF a Procurement Forum. Je ředitelem NARu a prezidentem APUeN v Česku a na Slovensku (Asociace poskytovatelů a uživatelů e-aukcí a ostatních e-nástrojů pro firemní nákup a pro veřejné zakázky).

## Profesní život
Milan Kaplan začínal jako programový pracovník ostravských kulturních středisek, později byl technikem v Československém rozhlasu Ostrava. Tam byl zároveň autorem a speakrem mnoha hudebních pořadů. Odtud v druhé polovině devadesátých let přešel do pozice vedoucího porubského hudebního klubu DELTA. Nejpodstatnější jsou jeho projekty, které řešil mimo své pracovní úvazky. Prvním bylo tzv. Divadélko Opera (1972), což byla hudební scéna, umožňující vystupovat pravidelně v úterý regionálním i republikovým folkovým, bluegrassovým a trampským jednotlivcům a kapelám. Divadélko proto, že se hrálo v loutkovém sále a Opera pro připomenutí slavné americké Grand Ole Opry. Sám říká, že folk a písničkáři u něj vyhráli, když v "Opeře" hrála trojice Třešňák & Korman & Gadžor. Od tohoto zážitku se dramaturgie scény postupně mění a více se otevírá folku a písničkářům. Opera byla zajímavá tím, že ze vstupného musela pokrývat náklady na jednotlivá vystoupení, protože koncerty nebyly financovány žádnou kulturní organizací. Krytí, ale pouze zaštítěním, ji poskytla MO SSM 21, tzn. jedna z místních organizací Socialistického svazu mládeže. Po konci Opery (jeden z návštěvníků scény pustil doma rodičům amatérský záznam koncertu Jaroslava Hutky) zorganizoval jeden z ročníků soutěže Pták Noh, kterým pražské písničkářské sdružení Šafrán hledalo nové talenty, a kde zazářili Jan Burian a Pepa Nos. O pár měsíců později začíná připravovat první z devíti ročníků Folkového kolotoče. Je to nejspíš dáno tím, že během akce se Šafránem našel mezi zaměstnanci porubského (Ostrava Poruba) Domu kultury programovou pracovnici (Marie Hopjanová), která byla ochotná zaštítit jeho dramaturgické nápady. Zde vybudoval amatérský, ale mimořádně profesionální organizační tým. S jeho pomocí následně realizoval Folkové kolotoče, mnoho koncertů několika šňůr Moravského folkového léta, což byly koncerty po zajímavých místech Moravy (hrady, zámky, parky) a inicioval vznik Folkové sekce. Jeho hudební a ostatní kulturní projekty nesly odlišující rukopis a byly svým marketingovým zpracováním inspirací pro mnoho dalších nezávislých organizátorů.
Po sametové revoluci založil marketingovou společnost NAR, která zpočátku navazovala na jeho organizátorskou hudební minulost, stal se producentem a manažerem mnoha písničkářů, spolupodílel se na vydání debutové desky skupiny Mňága a Žďorp, a stejně tak desky Pepy Streichla s ASPM. V období let 1992 až 1993 se přestává věnovat hudbě v pozici producenta, případně manažera a mění zaměření své firmy na marketing a uplatňuje se v oblasti restrukturalizačních projektů firem v pozici marketingového specialisty a ideamakera. Zkušenosti z tohoto období umožnily, aby se počátkem roku 2001 začal podílet na vývoji softwaru PROEBIZ a prosazovat elektronické aukce pro nákupní procesy nejen B2B firem a později také veřejných institucí. Výhody aukcí přes internet spatřuje ve schopnosti přimět dodavatele snižovat svou nabídkovou cenu skoro k minimu a to v reálném čase, bez nadměrné administrativy a hlavně s důrazem na maximální transparentnost. V roce 2015 se jeho společnost NAR marketing stala největším poskytovatelem těchto e-procurementových technologií a know-how v Česku a na Slovensku.

## Hudební festival Folkový kolotoč
Hudební festival organizovaný Milanem Kaplanem se konal pravidelně tři dny posledního víkendu v měsíci březnu, od roku 1976 do roku 1984. Osm ročníků se konalo v Ostravě, v porubském Domě kultury OKD, a devátý ročník v Břeclavi. Poslední ročník se měl konat rovněž v Ostravě, ale po nátlaku krajského tajemníka Komunistické strany Československa Miroslava Mamuly nezískal povolení od schvalovacích orgánů a na to zareagoval organizační tým posunutím termínu a přesunem akce na jižní Moravu. Tři první ročníky vystupovali na festivalu folkoví, country a trampští interpreti a od roku 1979 se dramaturgie zaměřila pouze na folkové skupiny, písničkáře a prolínání žánru s rockovou hudbou, jazzem a folklórem. Úzký "amatérský" organizační štáb (M. Kaplan, K. Mottl, J. Keller, D. Cisariková, J. Opavský) se postupně zvětšil na cca patnáct specialistů. Na organizaci posledních ročníků se podílela také Zlata Holušová, nynější hlavní organizátorka festivalu Colours of Ostrava. Na vlastní realizaci akce byli navíc přizváni do organizačního štábu hudební organizátoři z celé republiky. O redakci bulletinu, který vycházel po dobu Folkového kolotoče, se kupříkladu staral Ladislav Agnes Snopko, dramaturg bratislavské alternativní rockové Lyry, pozdější ministr kultury Slovenské republiky. Tým organizátorů se později označoval jako Folková sekce a pod tímto označením byl znám po celém tehdejším Československu.
Během několika málo let tak vznikl kultovní festival, který se stal místem setkání tehdejších představitelů nepohodlné kultury a širšího obyvatelstva. Po tři roky 1980–1982 byla neoficiální znělkou festivalu píseň Mirka Fojtíka Ostrava, která zaznívala na začátku každého festivalového ročníku. V roce 1983 zahájil poslední ostravský ročník Jaromír Nohavica písní Darmoděj. S odstupem času píseň věnoval Milanu Kaplanovi. Je mu také poděkováno na obalu prvního vydání první Nohavicovy desky.

Největším z devíti ročníků Folkového kolotoče byl poslední, břeclavský. Hrálo se souběžně na pěti scénách a zúčastnilo se přes padesát vystupujících, kupř. Bluesberry, Ivan Hlas, Slávek Janoušek, Folk team, Pavel Dobeš, Oldřich Janota, Pepa Streichl, Jiří Vondrák, Čp. 8, Iva Bittová. 

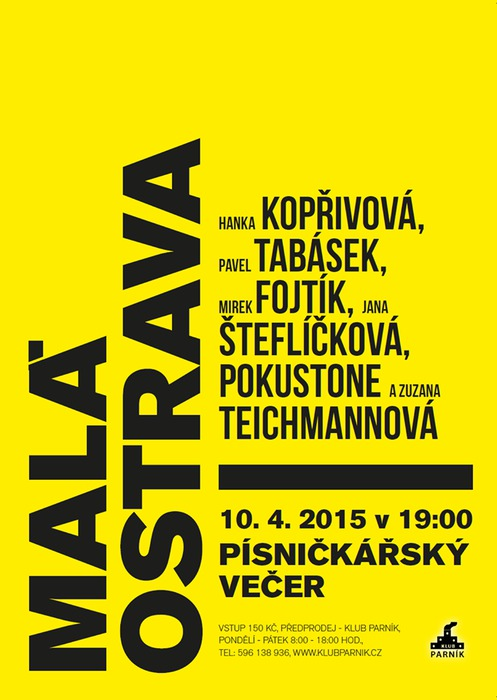
Plakát z ročníku 2015

Folkový kolotoč podpořil vznik pozdějších hvězd, jakými jsou Jaromír Nohavica, Pavel Dobeš, který zazářil v roce 1983, nebo bluesman Pepa Streichl a mnoho dalších. Jaromír Nohavica prožil festivalovou premiéru v roce 1982, jeho vystoupení však nebylo plánované, na tomto ročníku měl původně na starosti pouze festivalový zpravodaj. Byl to Folkový kolotoč, kde Karel Plíhal vystoupil poprvé bez Plíharmonie. Poslední tři ročníky Folkového kolotoče moderoval známý český hudební kritik Jiří Černý.
V Břeclavi se festival uskutečnil pouze jednou, a to 22. – 24. června 1984, poté byl Folkový kolotoč Komunistickou stranou Československa nadobro zakázán.

## Písničkářský večer Malá Ostrava
Malá Ostrava je přehlídka písničkářů, kterou Milan Kaplan připravuje každoročně zhruba v termínu někdejších Folkových kolotočů od konce března až do půlky dubna. Původně se jednalo o dvoudenní minifestival, který se postupně zmenšil na jeden (páteční) koncert. Tato písničkářská přehlídka je jednou z posledních folkových akcí v Ostravě, na které mají příležitost vystoupit pro diváky málo známí interpreti, úplně neznámé talenty, které Milan Kaplan v průběhu roku objevil a s nimi také jeden známější host. Moderátorem Malé Ostravy je sám Milan Kaplan.
Minifestival Malá Ostrava dává příležitost málo známým nebo neznámým písničkářům zahrát si před plným sálem diváků s podporou producentské autority, kterou pro návštěvníky a muzikanty je Milan Kaplan.

## Knihy
Milan Kaplan je spoluautorem knih a článků zabývajících se problematikou e-aukcí a on-line nakupování ve firmách a institucích.
- Jak levněji a lépe nakupovat: On-line výběrová řízení ve firemním nákupu. Praha: Grada Publishing, a.s., 2004. 160 s. ISBN 80-247-1145-1.
- Firemní nákup a e-aukce: Jak šetřit čas a peníze. Praha: Grada Publishing, a.s., 2007. 216 s. ISBN 978-80-247-2002-9.
- Města & eAukce: Analýza užívání eAukcí v českých a slovenských městech v letech 2011, 2012, 2013. Ostrava: NAR marketing s.r.o., 2014. 52 s. ISBN 978-80-260-5907-3.